# Tijd genoeg
Tijd genoeg is een lied van de Nederlandse band Doe Maar uit 1981; het is geschreven en gezongen door Ernst Jansz. Joost Belinfante, losvast bandlid, speelt een solo op mondharmonica. Tijd genoeg verscheen oorspronkelijk als B-kant van de single Is dit alles en werd in 1982 opnieuw uitgebracht als albumtrack van Doris Day en andere Stukken. Liveversies werden opgenomen voor het album Lijf aan lijf uit 1983 en de dvd Hees van Ahoy uit 2000. In 2000 stond een cover van Tijd genoeg door de popgroep Abel als B-kant op de single Neem me mee.

## NPO Radio 2 Top 2000
| Nummer met noteringen in de NPO Radio 2 Top 2000 | '22  | '23  | '24  |
| ------------------------------------------------ | ---- | ---- | ---- |
| Tijd genoeg                                      | 1797 | 1938 | 1882 |

1. ↑  Een vetgedrukt getal geeft de hoogste notering aan.
2. ↑  2022 was het eerste jaar met een notering voor dit nummer.